# Val Rezzo
Val Rezzo là một đô thị ở tỉnh Como trong vùng Lombardia, có cự ly khoảng 70 km về phía bắc của Milano và khoảng 30 km về phía bắc của Como, ở biên giới với Thụy Sĩ. Tại thời điểm ngày 31 tháng 12 năm 2004, đô thị này có dân số 202 người và diện tích là 6,6 km².
Val Rezzo giáp các đô thị: Bogno (Switzerland), Carlazzo, Cavargna, Certara (Switzerland), Cimadera (Switzerland), Corrido, Porlezza, San Nazzaro Val Cavargna, Valsolda.